# Hadrodontes acuminatus
Hadrodontes acuminatus är en fjärilsart som beskrevs av Friedrich Thurau 1903. Hadrodontes acuminatus ingår i släktet Hadrodontes och familjen praktfjärilar. Inga underarter finns listade i Catalogue of Life.